# دوستوس
دوستوس (به لاتین: Dusetos) در لیتوانی با جمعیت ۸۶۶ نفر است که در اوکشتایتیا واقع شده‌است.